# Soeramipas
De Soeramipas (Georgisch: სურამის უღელტეხილი, Soeramis Ugeltechili) is een bergpas in het Lichigebergte in Georgië op een hoogte van 949 meter. De nationale route Sh55 van Zestafoni naar Soerami loopt via deze pas. De Zestaponi - Chasjoeri spoorlijn passeerde tot 1890 de pas, maar gaat sindsdien door de Soeramitunnel, enkele kilometers zuidelijker.